# بيتر ماكول
بيتر ماكول (بالإنجليزية: Peter McColl)‏ هو سياسي بريطاني، ولد في 9 مايو 1980 في المملكة المتحدة. حزبياً، نشط في Scottish Greens ‏. وقد انتخب Rector of the University of Edinburgh ‏.